# Ogdensburg, Wisconsin
Ogdensburg là một làng thuộc quận Waupaca, tiểu bang Wisconsin, Hoa Kỳ. Năm 2006, dân số của làng này là 224 người.